# ۱۰۶۸ (میلادی)
۱۰۶۸ (میلادی) هزار و شصت و هشتمین سال تقویم میلادی است.

## درگذشتگان
‎